# Força Aérea do Kuwait

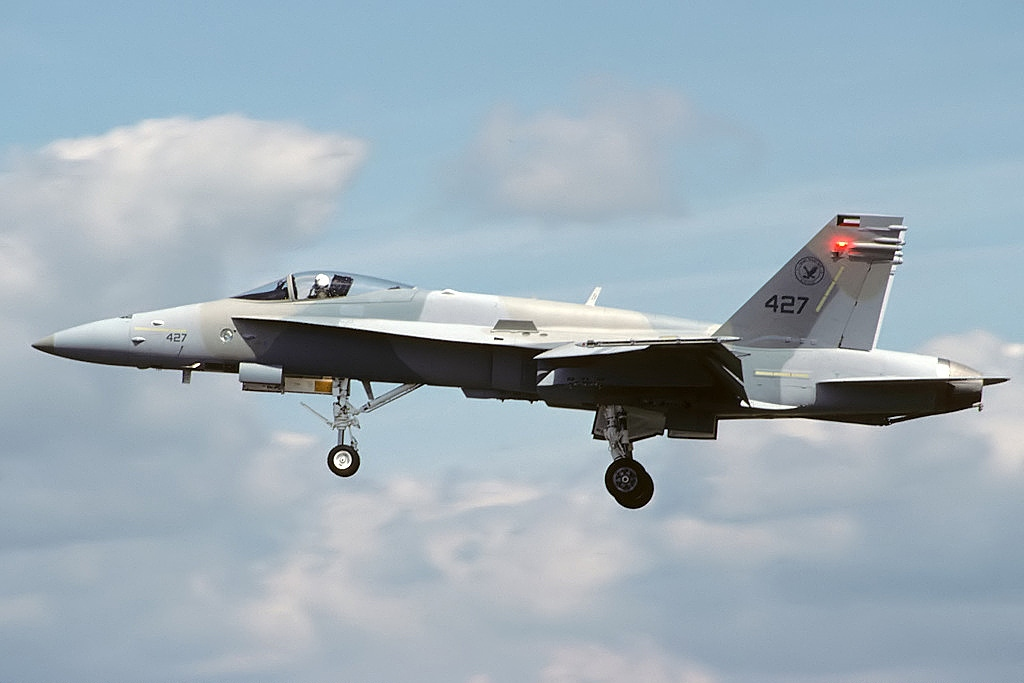
Um moderno F-18 kuwaitiano.

A Força Aérea do Kuwait (em árabe: ‎القوات الجوية الكويتية, al-Quwwat al-Jawwiya al-Kuwaitiya) é o ramo aéreo das Forças Armadas do Kuwait.

## História
A Força Aérea do Kuwait foi formada com o apoio britânico, em 1961, após o pequeno emirado no norte do Golfo Pérsico ter conseguido a sua independência. As relações com o Iraque sempre foram tensas, o que tornou o país e a população genuinamente gratos pelo apoio militar dos Estados Unidos e Reino Unido. Isto fez do Kuwait um dos poucos países do Oriente Médio a acolher abertamente a presença de forças ocidentais. Durante a década de 1960, a Grã-Bretanha foi a principal fonte de aeronaves. Isto mudou em 1970, quando caças franceses Mirage F1 e helicópteros armados Gazelle foram ordenados, juntamente com caças bombardeiros Skyhawk norte-americanos.
Na década de 1980, o Kuwait se aliou à Saddam Hussein contra o Irã, e aeronaves iraquianas fizeram uso de bases aéreas do Kuwait durante a Guerra Irã-Iraque. A Força Aérea do Kuwait se preparou para a invasão do país, em agosto de 1990, mas quando as suas bases foram ameaçadas de destruição, as aeronaves em condições de vôo foram evacuadas para a Arábia Saudita.
As unidades aéreas remanescentes se uniram às forças da coalizão para revidar contra os iraquianos durante a Operação Tempestade no Deserto. Quando os kuwaitianos retornaram às suas bases aéreas, descobriu-se que todas haviam sido extensamente danificadas, e seria necessário um trabalho importante para recuperá-las em plenas condições operacionais. No início de 1990, um grande esforço para renovar a capacidade de defesa aérea e ataque da força aérea do Kuwait foi lançada, com a encomenda de caças F/A-18 Hornet.